# نهج الحق وكشف الصدق
نهج الحق وكشف الصدق  كتاب من تأليف العلامة الحلي. حيث أشار لما رآه ببعض معارضات المذهب السني مع القرآن وأن المذهب الشيعي هو التفسير الصحيح للإسلام.

## المؤلف
المؤلف هو أبو منصور جمال الدين حسن بن يوسف بن مطهر المعروف بالعلامة الحلي (ت. 1250/ت: 1325).  اشتهر بكتاباته في الفقه والتوحيد. 

## التاريخ
وكتب الفضل بن روزبهان الأصفهاني إبطال الباطل وإهمال كشف العتل الذي رد على نهج الحق وكشف الصديق. وانتقد شهيد قاضي نو الله شوشتري الأخير ودافع عن الحلي في إحقاق الحق .

## المحتوى
تناول الكتاب ثمانية مواضيع رئيسة:
- المحسوسات تنقسم إلى سبعة أقسام وهي الإدراك وشروط الإبصار.
- المعرفة، وتنقسم إلى سبعة موضوعات مثل ضرورة المعرفة عند أهل المعرفة، والمعرفة بالاستنتاجات في التقييمات.
- الله، ينقسم إلى إحدى عشر موضوعًا مثل قدرات الله وافتقاره إلى الشكل الجسدي.
- النبوة تنقسم إلى ثلاثة أجزاء مثل براءة وإيمان أم محمد وأبيه.
- القيادة، وتنقسم إلى أربعة مواضيع مثل صفات الإمام.
- البعث، وينقسم إلى قسمين مثل إثبات وجود البعث الجسدي.
- الفقه ، وينقسم إلى قسمين مثل الواجب الديني.
- الفقه (مرة أخرى)، مقسم إلى سبعة عشر جزءًا.